# Anton Zorc
Anton (Tone) Zorc, slovenski agronom, živinorejec, * 18. marec 1918, Razbore, Trebnje, † 7. avgust 2000, Ljubljana.

## Življenje in delo
Diplomiral je leta 1943 na takratni zagrebški Agronomsko-gozdarski fakulteti. Leta 1947 je končal specializacijo iz živinoreje in se zaposlil na živinorejski šoli in posestvih na Kočevskem. Od 1961–1966 je bil zaposlen na Zbornici za kmetijstvo in gozdarstvo LRS v Ljubljani, nato na Kmetijskem poslovnem združenju in do 1988 na Živinorejskiposlovni skupnosti Slovenije, nazadnje kot direktor. Objavil je več strokovnih člankov, največ o problematiki razvoja in organiziranja živinorejske proizvodnje.